# Vụ va chạm trên đường băng Sân bay Quận Wayne năm 1990
Vụ va chạm trên đường băng sân bay hạt Wayne năm 1990 liên quan đến vụ va chạm của 2 máy bay của hãng Northwest Airlines trong sương mù dày đặc tại sân bay quốc tế Detroit vào ngày 3 tháng 12 năm 1990. Tai nạn xảy ra khi chuyến bay 1482, một chiếc Douglas DC-9-14, dự kiến bay từ Detroit đến sân bay quốc tế Pittsburgh, đi vào một đường băng do nhầm lẫn trong sương mù dày đặc và đâm vào một chiếc Boeing 727-251 hoạt động chuyến bay 299 đến sân bay quốc tế Memphis. 1 tiếp viên và 7 hành khách trên chiếc DC-9 đã thiệt mạng nhưng không ai trong số 154 hành khách và phi hành đoàn trên chiếc 727 bị thương.:1

## Tai nạn
Chuyến bay 1482 rời cổng về phía đường băng 03C, nhưng nó đã lỡ rẽ vào đường băng Oscar 6 và thay vào đó là đường băng bên ngoài. Họ đã nhận ra sai lầm và liên lạc với trạm kiểm soát không lưu để được hướng dẫn, ATC bảo họ rời khỏi đường băng ngay lập tức, 5 giây sau (lúc 13:45 EST) phi hành đoàn nhìn thấy một chiếc 727 đang lao về phía họ. Chiếc 727 đang khai thác chuyến bay 299 đến Memphis và vừa được thông qua để cất cánh. Cánh chiếc 727 đâm vào phía bên phải của DC-9 và cắt xuyên qua thân máy bay ngay bên dưới cửa sổ cho đến khi nó cắt đứt động cơ số 2 của DC-9. Chiếc DC-9 bốc cháy và bị phá hủy; chiếc 727 chỉ có một cánh bị hư hỏng và sau đó đã được sửa chữa.
Cơ trưởng chiếc DC-9 đã trốn thoát khỏi máy bay qua cửa sổ trượt bên trái. 18 người đã trốn thoát khỏi máy bay từ lối ra bên trái. 13 người bước ra khỏi cửa chính bên trái. 4 người nhảy từ cửa dịch vụ bên phải. Tiếp viên hàng không nhảy ra phía sau và 1 hành khách đã chết vì hít phải khói trong chiếc DC-9; việc phát hành tailcone không được kích hoạt, và sau đó điều tra xác định rằng cơ chế phát hành tailcone không hoạt động về mặt cơ học.
Trong số những hành khách còn sống sót, Ủy ban An toàn Giao thông Quốc gia Hoa Kỳ (NTSB) tuyên bố rằng 10 người bị thương nặng và 23 người bị thương nhẹ hoặc không bị thương. 3 thành viên phi hành đoàn còn sống sót bị thương nhẹ hoặc không có thương tích. NTSB nói thêm rằng họ đã không nhận được hồ sơ y tế cho 3 hành khách được đưa vào trung tâm bỏng; cho các mục đích của báo cáo, NTSB dán nhãn thương tích của họ là nghiêm trọng. NTSB đã không nhận được hồ sơ y tế cho cơ phó và 6 hành khách đã được điều trị và xuất viện từ các bệnh viện khu vực; vì mục đích của báo cáo, NTSB cho rằng họ đã bị thương nhẹ.

## Máy bay
Chuyến bay 1482 do Douglas DC-9-14 khai thác (đăng ký N3313L) được chế tạo vào năm 1966 và có tổng cộng 62.253 giờ bay. Chiếc DC-9 giao cho Delta trước khi được bán cho hãng hàng không Northwest Airlines vào năm 1973. Chuyến bay 299 do Boeing 727-251-Adv khai thác (đăng ký N278US) và đã được Northwest Airlines mua vào ngày 7 tháng 11 năm 1975 với tổng số 37.310 giờ bay. Chiếc 727 đã được sửa chữa và trở lại hoạt động cho đến năm 1995. N278US đã được Kitty Hawk Aircargo mua lại trước khi bị loại bỏ vào năm 2011.

## Điều tra
Vụ tai nạn đã được điều tra bởi NTSB, nơi xác định nguyên nhân có thể xảy ra của vụ tai nạn là:
"Thiếu sự phối hợp phi hành đoàn phù hợp, bao gồm cả việc đảo ngược vai trò ảo của các phi công DC-9, dẫn đến việc họ không dừng việc lái máy bay và cảnh báo cho bộ điều khiển mặt đất về sự không chắc chắn về vị trí của họ một cách kịp thời trước và sau khi xâm nhập vào hoạt động đường băng.
Góp phần vào nguyên nhân của vụ tai nạn là
(1) Thiếu sót trong các dịch vụ kiểm soát không lưu do tòa tháp sân bay Detroit cung cấp, bao gồm cả việc bộ điều khiển mặt đất không hành động kịp thời để cảnh báo cho bộ điều khiển địa phương về sự cố đường băng có thể xảy ra, quan sát tầm nhìn không đầy đủ, thất bại sử dụng các hướng dẫn taxi tiến bộ trong điều kiện tầm nhìn thấp và ban hành các hướng dẫn taxi không phù hợp và khó hiểu cộng với việc giám sát dự phòng không đầy đủ cho mức độ kinh nghiệm của nhân viên làm nhiệm vụ.
(2) Thiếu sót trong các dấu hiệu bề mặt, biển báo và ánh sáng tại sân bay và sự thất bại của giám sát của Cục Hàng không Liên bang trong việc phát hiện hoặc sửa chữa bất kỳ thiếu sót nào trong số này.
(3) Thất bại của công ty Northwest Airlines trong việc cung cấp đào tạo quản lý tài nguyên buồng lái đầy đủ cho các chuyến bay của họ.
Góp phần gây tử vong trong vụ tai nạn là sự không hoạt động của cơ chế nhả đuôi bên trong DC-9. Góp phần vào số lượng và mức độ nghiêm trọng của thương tích là sự thất bại của phi hành đoàn DC-9 trong việc thực hiện đúng việc sơ tán hành khách".

## Kênh truyền hình
Vụ tai nạn được truyền cảm hứng trong tập 2, mùa 20 của Mayday (Air Crash Investigation). Tập phim có tiêu đề "Taxiway Turmoil" (tạm dịch: Sự lộn xộn trên đường lăn) phát sóng ngày 16 tháng 1 năm 2020.

## Mô phỏng
Vụ va chạm trên đường băng sân bay hạt Wayne - Mô phỏng (https://www.youtube.com/watch?v=PJ1_x9jKBzk)